# Pascal Donnadieu
Pascal Donnadieu (Suresnes, 29 maggio 1964) è un allenatore di pallacanestro francese.

## Palmarès

### Squadra
- Campionato francese: 1

Nanterre: 2012-13
- Coppa di Francia: 2

Nanterre: 2013-14, 2016-17
- Match des Champions: 2

Nanterre: 2014, 2017
- EuroChallenge: 1

Nanterre: 2014-15
- FIBA Europe Cup: 1

Nanterre: 2016-17

### Individuale
- Miglior allenatore della LNB Pro A: 1

Nanterre: 2018-19